# Miss Francia 2023
Miss Francia 2023 fue la 93.ª edición del concurso Miss Francia. El concurso se llevó a cabo el 17 de diciembre de 2022 en M.A.CH 36 en Déols, Centro-Valle del Loira. Diane Leyre de Isla de Francia coronó a Indira Ampiot de Guadalupe como su sucesora al final del evento.
La edición de 2023 marcó el primer año en que Cindy Fabre supervisó a Miss Francia como su directora nacional, reemplazando a Sylvie Tellier, quien ocupaba el cargo desde 2007.

## Antecedentes

### Locación
En mayo de 2022, se anunció que Miss Francia 2023 estaba programada para llevarse a cabo en M.A.CH 36 en Déols, Centro-Valle del Loira en diciembre de 2022. Esta fue la segunda vez que la ciudad fue sede de la competencia, luego de Miss Francia 2018. La fecha de la competencia se fijó tentativamente para el 17 de diciembre de 2022, aunque existía la posibilidad de que se cambiara debido a la Copa Mundial de Fútbol de 2022.
También en mayo de 2022, se anunció que el viaje anual al extranjero de las candidatas sería a Guadalupe. Originalmente, se planeó que Guadalupe fuera el lugar del viaje al extranjero de Miss Francia 2021, hasta el inicio de la pandemia de COVID-19. Las candidatas visitaron Guadalupe para una variedad de eventos, antes de llegar a Châteauroux para comenzar los ensayos.

### Selección de candidatas
La edición de 2023 vio la partición de Languedoc-Rosellón en las regiones individuales de Languedoc y Rosellón, la primera vez que la región envió dos representantes separadas desde 2016. Además, volvió la región de San Martín y San Bartolomé; San Martín y San Bartolomé compitieron por última vez en 2020 y, por lo general, compiten cada dos años. Mayotte se retiró de la competencia, luego de la renuncia de su director regional y la imposibilidad de encontrar un reemplazo. Este fue el primer año que Mayotte estuvo ausente desde su debut en 2000.
La edición de 2023 también marcó la primera edición donde mujeres de cualquier edad; mujeres casadas, divorciadas y viudas; mujeres con niños; y las mujeres con tatuajes o perforaciones en las orejas eran elegibles para competir en Miss Francia.

## Resultados
| Posiciones        | Candidata |
| ----------------- | --- |
| Miss Francia 2023 | - Guadalupe - Indira Ampiot |
| Primera finalista | - Norte-Paso de Calais - Agathe Cauet |
| Segunda finalista | - Franco Condado - Marion Navarro |
| Tercera finalista | - Martinica - Axelle René |
| Cuarta finalista  | - Auvernia - Alissia Ladevèze |
| Top 15            | - Costa Azul - Flavy Barla (Quinta finalista) - Lorena - Sarah Aoutar (Sexta finalista) - Aquitania - Orianne Galvez-Soto - Languedoc - Cameron Vallière - Mediodía-Pirineos - Florence Demortier - Países del Loira - Emma Guibert - Picardía - Bérénice Legendre - Poitou-Charentes - Marine Paulais - Ródano-Alpes - Esther Coutin - Rosellón - Chiara Fontaine |

### Premios especiales
| Premio                         | Candidata                                |
| ------------------------------ | ---------------------------------------- |
| Premio de Conocimiento General | - Normandía - Perrine Prunier (17.5/20)  |
| Mejor Traje Regional           | - Poitou-Charentes - Marine Paulais      |
| Miss Simpatía                  | - Alsacia - Camille Sedira               |
| Miss Fotogénica                | - Picardía - Bérénice Legendre           |
| Premio a la Pasarela           | - Martinica - Axelle René                |
| Premio a la Elocuencia         | - Franco Condado - Marion Navarro        |
| Premio a los Buenos Modales    | - Normandía - Perrine Prunier            |
| Premio al Estilismo            | - Mediodía-Pirineos - Florence Demortier |
| Premio a la Aventurera         | - Tahití - Herenui Tuheiava              |
| Premio a la Elegancia          | - Borgoña - Lara Lebretton               |

### Puntuación

#### Preliminares
Un jurado compuesto por socios (internos y externos) del Comité Miss Francia seleccionó a quince candidatas durante una entrevista que tuvo lugar el 14 de diciembre para avanzar a las semifinales.

#### Top quince
En el top quince, una votación dividida 50/50 entre el jurado oficial y el público votante seleccionó a cinco candidatas para avanzar al top cinco. Cada candidata recibió una puntuación general de 1 a 15 del jurado y el público, y las cinco candidatas con las puntuaciones combinadas más altas avanzaron al top cinco. Las chicas con la sexta y séptima puntuación combinada más alta fueron luego designadas como las finalistas quinta y sexta, respectivamente, a pesar de no avanzar en la competencia. En caso de empate prevalecía el voto del jurado.
| Candidata            | Público | Jurado | Total |
| -------------------- | ------- | ------ | ----- |
| Guadalupe            | 15      | 15     | 30    |
| Norte-Paso de Calais | 12      | 15     | 27    |
| Auvernia             | 11      | 12     | 23    |
| Martinica            | 14      | 9      | 23    |
| Franco Condado       | 13      | 9      | 22    |
| Costa Azul           | 7       | 13     | 20    |
| Lorena               | 10      | 9      | 19    |
| Mediodía-Pirineos    | 6       | 12     | 18    |
| Picardía             | 8       | 6      | 14    |
| Languedoc            | 1       | 12     | 13    |
| Ródano-Alpes         | 5       | 6      | 11    |
| Países del Loira     | 9       | 2      | 11    |
| Rosellón             | 4       | 6      | 10    |
| Poitou-Charentes     | 3       | 6      | 9     |
| Aquitania            | 2       | 2      | 4     |

#### Top cinco
En el top cinco, un voto dividido 50/50 entre el jurado oficial y el público votante determinó qué candidata fue declarada Miss Francia. Este fue el segundo año en que la votación se realizó de esta manera, luego de un cambio de reglas en la edición de 2021. Cada candidata fue clasificada del primero al quinto por el jurado y el público, y los dos puntajes se combinaron para crear un puntaje total. En caso de empate, prevalecía el voto del público.
| # | Candidata            | Público | Jurado | Total |
| - | -------------------- | ------- | ------ | ----- |
| 1 | Guadalupe            | 5       | 5      | 10    |
| 2 | Norte-Paso de Calais | 4       | 4      | 8     |
| 3 | Franco Condado       | 2       | 3      | 5     |
| 4 | Martinica            | 3       | 1      | 4     |
| 5 | Auvernia             | 1       | 2      | 3     |

## Concurso

### Formato
El 18 de noviembre se anunció en rueda de prensa que el tema de esta edición del concurso sería cinéma des Miss (en español, cine de las misses), y las rondas del concurso se inspirarían en varias películas.
La competencia se abrió con una introducción con el tema del Titanic, con una aparición especial de Diane Leyre. Los 30 candidatas se separaron inicialmente en tres grupos, cada uno compuesto por diez chicas, y cada grupo participó en una ronda de presentación inicial. Las tres rondas de presentación tuvieron como tema a Rocketman, Harry Potter y Los Vengadores, respectivamente. Posteriormente, los 30 candidatas presentaron sus trajes regionales, creados por diseñadores locales de sus regiones de origen, en una ronda inspirada en Alicia en el país de las maravillas. Posteriormente, las 30 candidatas participaron en la ronda de trajes de baño de una pieza, inspirada en Amélie.
Después de eso, se anunció el Top 15 en una ronda inspirada en los Premios Óscar, y luego compitieron en una segunda ronda de trajes de baño inspirada en Panorama para matar. El Top 15 apareció más tarde con Carla Bruni y Gims, para una interpretación de su canción «Demain». Posteriormente, se dio a conocer el Top 5 y se presentaron sus vestidos de noche en una ronda inspirada en Skyfall. Después de la ronda final de preguntas, el Top 5 participó en su ronda de presentación final, inspirada en Maléfica, que también contó con la aparición especial de Leyre, antes de que se revelaran los resultados finales.

### Jurado
El panel de jurados se anunció el 1 de diciembre de 2022.
Camille Lellouche estaba originalmente programada para servir como jurado, pero renunció el 16 de diciembre por motivos personales y fue reemplazada por Krief.
- Francis Huster (presidente del jurado) - actor y director
- Clarisse Agbegnenou - judoca
- Dominique Besnehard - actor y productor de cine
- Arnaud Ducret - actor y comediante
- Kendji Girac - cantante
- Bérengère Krief - actriz y comediante
- Marine Lorphelin - Miss Francia 2013 de Borgoña

## Candidatas
Los 30 candidatas fueron:
| Región                     | Candidata           | Edad | Estatura        | Ciudad natal         | Posición          | Notas |
| -------------------------- | ------------------- | ---- | --------------- | -------------------- | ----------------- | ----- |
| Alsacia                    | Camille Sedira      | 21   | 1,76 m (5′ 9″)  | Bischoffsheim        |                   |       |
| Aquitania                  | Orianne Galvez-Soto | 23   | 1,73 m (5′ 8″)  | Lembras              | Top 15            |       |
| Auvernia                   | Alissia Ladevèze    | 21   | 1,84 m (6′ 0″)  | Vichy                | Cuarta finalista  |       |
| Borgoña                    | Lara Lebretton      | 23   | 1,76 m (5′ 9″)  | Givry                |                   |       |
| Bretaña                    | Enora Moal          | 21   | 1,71 m (5′ 7″)  | Guipavas             |                   |       |
| Centro-Valle del Loira     | Coraline Lerasle    | 23   | 1,77 m (5′ 10″) | Ballan-Miré          |                   |       |
| Champaña-Ardenas           | Solène Scholer      | 20   | 1,80 m (5′ 11″) | Châlons-en-Champagne |                   |       |
| Córcega                    | Orianne Meloni      | 22   | 1,83 m (6′ 0″)  | Ajaccio              |                   |       |
| Costa Azul                 | Flavy Barla         | 19   | 1,72 m (5′ 8″)  | Niza                 | Top 15            |       |
| Franco Condado             | Marion Navarro      | 19   | 1,73 m (5′ 8″)  | Baume-les-Dames      | Segunda finalista |       |
| Guadalupe                  | Indira Ampiot       | 18   | 1,77 m (5′ 10″) | Basse-Terre          | Miss Francia 2023 |       |
| Guayana Francesa           | Shaïna Robin        | 21   | 1,74 m (5′ 9″)  | Kourou               |                   |       |
| Isla de Francia            | Adèle Bonnamour     | 18   | 1,86 m (6′ 1″)  | París                |                   |       |
| Languedoc                  | Cameron Vallière    | 23   | 1,74 m (5′ 9″)  | Nimes                | Top 15            |       |
| Limosín                    | Salomé Maud         | 23   | 1,74 m (5′ 9″)  | Limoges              |                   |       |
| Lorena                     | Sarah Aoutar        | 26   | 1,73 m (5′ 8″)  | Thionville           | Top 15            |       |
| Martinica                  | Axelle René         | 21   | 1,77 m (5′ 10″) | Le Robert            | Tercera finalista |       |
| Mediodía-Pirineos          | Florence Demortier  | 23   | 1,71 m (5′ 7″)  | Portet-sur-Garonne   | Top 15            |       |
| Normandía                  | Perrine Prunier     | 23   | 1,71 m (5′ 7″)  | Caen                 |                   |       |
| Norte-Paso de Calais       | Agathe Cauet        | 24   | 1,79 m (5′ 10″) | Lille                | Primera finalista |       |
| Nueva Caledonia            | Océane Le Goff      | 26   | 1,72 m (5′ 8″)  | Numea                |                   |       |
| Países del Loira           | Emma Guibert        | 20   | 1,76 m (5′ 9″)  | Poiroux              | Top 15            |       |
| Picardía                   | Bérénice Legendre   | 26   | 1,71 m (5′ 7″)  | Amiens               | Top 15            |       |
| Poitou-Charentes           | Marine Paulais      | 20   | 1,74 m (5′ 9″)  | Bellevigne           | Top 15            |       |
| Provenza                   | Chana Goyons        | 18   | 1,80 m (5′ 11″) | Gassin               |                   |       |
| Reunión                    | Marion Marimoutou   | 18   | 1,72 m (5′ 8″)  | Saint-André          |                   |       |
| Ródano-Alpes               | Esther Coutin       | 24   | 1,71 m (5′ 7″)  | Passy                | Top 15            |       |
| Rosellón                   | Chiara Fontaine     | 20   | 1,74 m (5′ 9″)  | Corneilla-del-Vercol | Top 15            |       |
| San Martín y San Bartolomé | Inès Tessier        | 20   | 1,71 m (5′ 7″)  | Gustavia             |                   |       |
| Tahití                     | Herenui Tuheiava    | 24   | 1,77 m (5′ 10″) | Pirae                |                   |       |